# Ла-Клюз
Ла-Клюз (фр. La Cluse, окс. La Clusa) — коммуна во Франции, находится в регионе Прованс — Альпы — Лазурный Берег. Департамент коммуны — Верхние Альпы. Входит в состав кантона Сент-Этьен-ан-Деволюи. Округ коммуны — Гап.
Код INSEE коммуны — 05042.

## Население
Население коммуны на 2008 год составляло 53 человека.
| 1962 | 1968 | 1975 | 1982 | 1990 | 1999 | 2008 |
| ---- | ---- | ---- | ---- | ---- | ---- | ---- |
| 36   | 39   | 44   | 40   | 35   | 54   | 53   |

## Экономика
В 2007 году среди 30 человек в трудоспособном возрасте (15—64 лет) 26 были экономически активными, 4 — неактивными (показатель активности — 86,7 %, в 1999 году было 81,6 %). Из 26 активных работали 24 человека (14 мужчин и 10 женщин), безработных было 2 (1 мужчина и 1 женщина). Среди 4 неактивных 3 человека были учениками или студентами, 1 был неактивным по другой причине.